# ضواع (بعدان)
ضواع هي إحدى قرى عزلة الحرث بمديرية بعدان التابعة لمحافظة إب، بلغ تعداد سكانها 197 نسمة حسب تعداد اليمن لعام 2004.